# Пародонтопатија
Пародонтопатија или пародонтоза је прогресивна и дегенеративна болест пародонцијума (потпорног ткива зуба), која доводи до клаћења, миграције и испадања зуба.
Најчешћа патолошка промена која се дешава у пародонцијуму јесте упала десни, која представља независно обољење (катарални гингивит), али због средине у којој се одвија може да се прошири и на друге делове пародонцијума.
Главна карактеристика пародонтопатије јесте оголићење вратова и коренова зуба. Поред инфламације у пародонцијуму се одигравају и дистрофични процеси који разарају везивно-ткивне елементе. Услед тога десни се повлаче и зуби остају оголићени, па изгледају као да су издужени. Овај процес може да узме и веће размере када је корен зуба огољен до врха. Постоје и нека предилекциона места на којима се болест најчешће јавља. То су спољашње стране доњих предњих зуба и унутрашње стране горњих кутњака.

## Етиологија
Пародонтопатију изазива углавном зубни плак, односно микроорганизми који чине његов саставни део. Поред тога, постоје и други чиниоци који утичу на брзину и ток развоја болести:
- зубни плак,
- зубни каменац,
- анатомске аномалије,
- импакција хране,
- лоше навике,
- јатрогени фактори и
- општа обољења.

Зубни плак је безбојна наслага која се таложи на зубима, али и на другим местима у усној дупљи. Ове наслаге могу бити обојене храном и неким бактеријама, а могу се одстранити једино механичким чишћењем помоћу четкице. Таложењем соли и минерала из пљувачке у плак, настаје зубни каменац. У настанку пародонтопатије он има двојаку улогу: индиректну и директну. Индиректна улога се огледа у томе што каменац ствара ретенциона места за накупљање плака и онемогућава самочишћење и одржавање оралне хигијене, док директни утицај потиче од механичког притиска који он врши на слободну гингиву.
Значајну улогу у настанку и развоју пародонтопатије имају и одређене аномалије: аномалије облика зуба (лоше формиране денталне круне), аномалије положаја зуба (нагнути или збијени зуби, дубок преклоп, отворен загрижај) и аномалије у припоју френулума (што утиче на формирање пародонталних џепова).
Под импакцијом хране подразумева се утискивање хране у десни и дубља ткива пародонцијума. То утискивање се јавља током жвакања, као и под дејством мишића образа, језика и усана. Утиснута храна представља добру подлогу за размножавање бактерија и механички надражује ткиво и тиме отвара пут за деловање микроорганизама. Импакцију узрокују: каријес, губитак зуба, неадекватне пломбе и протетски радови, абразија зуба, миграција зуба и др.
Лоше навике могу значајно допринети развоју пародонтопатије тиме што олакшавају и убрзавају акумулацију денталног плака. Ту спадају: жвакање само једном половином вилица, дисање на уста, коришћење само меке хране у исхрани итд.
Јатрогени фактори потичу од лоше урађених стоматолошких радова и захвата, који доприносе развоју болести тако што спречавају самочишћење, омогућавају акумулацију плака, оштећују пародонцијум механичким путем или помоћу хемијских састојака које садрже, изостајањем физиолошке стимулације (код лоше урађених радова) и сл.
Нека општа системска обољења, пре свега обољења крви, праћена су тешким променама у потпорном апарату зуба. У та обољења спадају: акутне леукозе, агранулоцитоза и хеморагијски синдром. Тада је број белих крвних зрнаца смањен што пародонцијум оставља без заштите, чиме се убрзава деловање штетних агенаса денталног плака. Такође и неки ендокрини поремећаји могу утицати на појаву пародонтопатије. Највеће промене се јављају код поремећаја полних жлезда и панкреаса.

## Клиничка слика
На почетку бивају захваћене само десни које су црвене, благо отечене и крваре приликом иритације. Касније крварење постаје израженије и јавља се на најмањи надражај (нпр. током прања зуба). Може се јавити и осећај трњења или печења, као и осећај страног тела између зуба. Даљим напредовањем инфекције бивају захваћена и друга ткива пародонцијума, па и кост вилице која се разара и тако настају пародонтални џепови. У њима се ствара гној која узрокује непријатан задах из уста. Зуби полако губе потпору, почињу да се климају, померају и испливавају, да би на крају дошло до њиховог испадања. Бол настаје тек након појаве компликација (апсцеси, цисте, синузитис, инфекција околних ткива) када је болест већ у поодмаклој фази.

## Прогноза
На основу исправне прогнозе могу се донекле предвидети ток, трајање и крајњи исход болести. Она се утврђује пре саме терапије и то за сваки зуб појединачно. За утврђивање погнозе се узимају у обзир следећи фактори:
- количина изгубљене кости,
- угроженост суседних зуба,
- брзина и тип деструкције кости,
- положај и значај зуба у зубном низу,
- опште здравље и старост болесника,
- облик и дужина корена зуба,
- лабављење зуба и
- однос дужине тела зуба у вилици и дела ван ње.

Пре свега се утврђује да ли преостали део кости пружа довољну потпору зубу, а одлука о томе се доноси на основу рендгенског снимка. Прогноза такође зависити од типа деструкције кости. Хоризонтални тип доводи до равномерне деструкције и тада је прогноза добра. Вертикални или коси тип ресорпције кости се одвија веома брзо и угрожава опстанак зуба у вилици, па је у овом случају прогноза лоша. Брзина коштане разградње се мења у току саме пародонтопатије и уколико је ток разградње бржи и сама прогноза ће бити лошија. Код вишекорених зуба прогноза ће бити боља уколико су коренови раширени, а такође је боље што су коренови дужи. Опште здравствено стање и старост мењају реактивност организма, а самим тим и пародонцијума, што битно утиче на прогнозу.

## Пародонтопатија код одраслих
Овај облик пародонтопатије је најчешћи. Она настаје ширењем упале на дубља ткива пародонцијума, а болест се шири постепено и развија се годинама. Током хроничне пародонтопатије могу бити захваћени сви или само неки зуби, а карактеристично је да инфламација није истог интензитета на свим зубима. Сматра се да овај облик пародонтопатије настаје услед лоше хигијене. Према тежини, хронична пародонтопатија се дијели на: благу, средње изражену и тешку форму.
Блага форма се карактерише почетним разарањем пародонцијума и благим клаћењем зуба. Губитак кости не превазилази 20%. Оваква ситуације се може наћи на појединачним зубима, а може бити и генерализована. Средње изражена пародонтопатија се карактерише знатнијим клаћењем зуба и ресорпцијом виличне кости и до 40%. Тешку форму одликује велико разарање. Зуби су толико огољени да при прегледу сонда може проћи између коренова, губитак кости износи преко 40%.
Дијагноза локализоване пародонтопатије се поставља ако су припојни епител и алвеоларна кост разорени на мање од 30% присутних зуба, а генерализована пародонтопатија уколико су промене присутне на преко 30% зуба.
Терапија може бити конзервативна и хируршка, али се велики нагласак ставља на превенцију. То подразумева уклањање предиспонирајућих фактора: меких наслага (прање зуба) и тврдих наслага (уклањање каменца).

## Пародонтопатија код младих
Запажено је да се код деце и адолесцената јавља специфичан облик обољења пародонцијума, који се по клиничкој слици, току и прогнози болести разликује од пародонтопатије код одраслих.
Пародонтопатија код младих или јувенилна пародонтапатија брзо напредује и доводи до губитка свих зуба. Спада у најтежа пародонтална обољења, јер је веома тешко контролисати болест и спречити губитак зуба. Разарање кости се одвија тако брзо да болесници изгубе зубе пре 20. године живота.
Узрок болести није тачно утврђен. Од фактора који могу утицати на развој овог обољења наводе се: генетика, имунолошки поремећаји, општа системска обољења и др. Епидемиолошки подаци говоре да је у средњој Европи од свих оболелих од пародонтопатије 1% боловало од овог облика. Сматра се да жене оболевају три пута чешће него мушкарци, а болест се углавном јавља између 11. и 13. године живота док се код особа после 25. године живота уопште не јавља.
Јувенилна пародонтопатија се може поделити на три облика, и то према броју зуба које је захватила: јувенилна пародонтопатија која захвата прве кутњаке и секутиће, јувенилна пародонтопатија која захвата само поједине зубе и јувенилна пародонтопатија која захвата све зубе.
Специфичност терапије овог облика пародонтопатије се огледа у томе што су у њу укључени и антибиотици, поготово тетрациклини. Сматра се да је излечење могуће само уколико се болест на време открије.

## Конзервативно лечење
План лечења пародонтопатије обухвата низ мера које се примењују у дужем временском периоду. Уколико су код болесника присутне и неке субјективне тегобе, прво се санирају оне и ваде се зуби за које је утврђено да се не могу излечити. Након тога следи терапија, која се одвија у пет фаза.
Прва фаза се односи на санирање упале пародонцијума и она обухвата идентификацију и уклањање зубног плака, уклањање зубног каменца, едукацију болесника (у циљу бољег одржавања оралне хигијене) и контролне прегледе. Друга фаза лечења је усмерена на тзв. пародонталне џепове са циљем да се они смање или уклоне. Ова фаза се предузима тек након завршетка базичне терапије и примењује се код свих болесника са тежим пародонталним разарањима. Суштина деловања на пародонталне џепове се огледа у уклањању патолошки измењеног потпорног ткива зуба. У оквиру друге фазе врше се и хируршке интервенције, тј. хируршко уклањање неких аномалија десни које доводе до настанка и напредовања пародонтопатије. Трећа фаза обухвата успостављање повољних међузубних односа и она се не предузима код свих пацијената. У циљу корекције трауматског односа зуба примењује се: брушење зуба и разне ортодонтске, протетске и хируршке мере. Четврта фаза лечења оболелих од пародонтопатије односи се на програм мера које имају за циљ одржавање постигнутих резултата лечења.
Након завршене терапије, следи још једна фаза која обухвата:
- контролне прегледе,
- ремотивацију болесника за одржавање оралне хигијене,
- одстранивање рецидива итд.[1]

## Хируршко лечење
Као облик терапије пародонтопатије, могу се примењивати и различити хируршки захвати на деснима. Циљ је успостављање доброг припоја десни за цемент зуба, чиме би се зауставило даље ширење пародонталних џепова. У ту сврху најчешће се спроводе режањ операција и гингивектомија.

## Антимикробна фотодинамска терапија
Под термином "Фотодинамична терапија" се подразумева:
Инактивација светло-индукованих ћелија, микроорганизама или молекула.
Једна од савремених метода лечења ласером подразумева третирање бактерија специјалном течношћу која се везује за мембране бактерије, а светлост ласера ствара активни кисеоник који их оштећује, односно уништава.

## Компликације
У току пародонтопатије, услед коштане ресорције која иде до дна алвеоле зуба горње вилице, може бити разорен и под горњовиличног (максиларног) синуса, тако да се инфекција шири и на сам синус. Након тога долази до развоја клиничке слике запаљења синуса, које је праћено великим боловима.
Постоје и докази који указују на повезаност између пародонтопатије, исхемије срца и цереброваскуларне болести, али није још увек доказано да ли се ради о узрочно-последичној вези.